# 1971-es US Open (tenisz)
Az 1971-es US Open az év negyedik Grand Slam-tornája, a US Open 91. kiadása volt, amelyet szeptember 1–12. között rendeztek meg Forest Hills füves pályáján. A férfiaknál Stan Smith, a nőknél Billie Jean King győzött.

## Döntők

### Férfi egyes
Stan Smith -   Jan Kodeš, 3-6, 6-3, 6-2, 7-6

### Női egyes
Billie Jean King -  Rosemary Casals, 6-4, 7-6

### Férfi páros
John Newcombe /  Roger Taylor -  Stan Smith /  Erik van Dillen, 6-7, 6-3, 7-6, 4-6, 7-6

### Női páros
Rosemary Casals /  Judy Tegart -  Gail Chanfreau /  Françoise Durr, 6-3, 6-3

### Vegyes páros
Owen Davidson /  Billie Jean King -  Robert Maud /  Betty Stöve, 6-3, 7-5